# Gobio soldatovi
Gobio soldatovi és una espècie de peix cipriniforme de la família dels ciprínids.

## Morfologia
Els mascles poden assolir els 12 cm de longitud total.

## Distribució geogràfica
Es troba a Euràsia: riu Amur (Rússia i Xina), l'illa Sakhalín (Rússia) i llac Buir (Mongòlia).